# 獺祭魚
獺祭魚（だっさいぎょ）、獺魚を祭る（たつうおをまつる）とは、カワウソ（獺）が、捕らえた魚を供物に並べ先祖を祭る様を指す。カワウソは捕らえた魚を川岸に並べる習性があり、これを祭儀になぞらえた。転じて多くの書物を調べ、引用する人の様を指す。
また、七十二候の一つ（雨水初候）で、立春末候の魚上氷の後、雨水次候の鴻雁来の前にあたる。
出典は、礼記月令孟春の条の「東風凍を解き、蟄虫は始めて振く。魚冰に上り、獺魚を祭り、鴻雁来る」。春になってカワウソが漁をはじめ魚を捕らえることを言った。日本においては、俳句の季語になっている。
晩唐の政治家、詩人である李商隠は作中に豊富な典故を引いたが、その詩作の際に多くの参考書を周囲に並べるように置いた。上記の比喩から、自ら獺祭魚・獺祭と号した。またそれ以降、その様を指して用いられるようになった。
正岡子規は自らを獺祭書屋主人と称した。子規の命日である9月19日を獺祭忌と呼ぶこともある。